# Soulfly (álbum)
Soulfly es el primer álbum de estudio de la banda homónima de groove metal, liderada por Max Cavalera. Fue lanzado el 21 de abril de 1998 por el sello discográfico Roadrunner y contó con la colaboración del prestigioso productor discográfico Ross Robinson.
El disco fue lanzado en memoria del hijastro fallecido del líder Max Cavalera y fue el primer álbum con Cavalera desde que dejó Sepultura dos años antes. Soulfly ha sido certificado oro por la RIAA.

## Composición
El disco cuenta con muchos invitados, incluidos miembros de Nação Zumbi, Fear Factory, Limp Bizkit, Cypress Hill, Deftones y Dub War.
"The Song Remains Insane" está compuesta por otras dos canciones, que abren con una versión de "Caos" de Ratos de Porão y, en segundo lugar, una breve e imprudente interpretación hardcore de "Attitude" de Sepultura. "Umbabarauma" es una versión de una canción de 1976 del músico brasileño Jorge Ben Jor, que apareció originalmente en su álbum África Brasil.
El riff de ruptura en "Tribe" se originó durante el tiempo que Max todavía estaba en Sepultura; muy probablemente se creó durante las demostraciones en vivo durante la gira Roots, aunque evidentemente nunca se grabó en una forma de demostración completa. Como tal, el riff también fue utilizado por los miembros de Sepultura, Andreas Kisser e Igor Cavalera, como riff principal de 'Walkman' durante la música de la película No Coracao Dos Deuses, grabada el mismo año que 'Tribe' de Soulfly.

## Lista de canciones
| N.º | Título                                                               | Escritor(es)                    | Duración |  |
| 1.  | «Eye for an Eye» (con Burton C. Bell y Dino Cazares de Fear Factory) | Max Cavalera                    | 3:34     |  |
| 2.  | «No Hope = No Fear»                                                  | Cavalera                        | 4:35     |  |
| 3.  | «Bleed» (con Fred Durst & DJ Lethal de Limp Bizkit)                  | Cavalera, Durst                 | 4:06     |  |
| 4.  | «Tribe»                                                              | Cavalera                        | 6:02     |  |
| 5.  | «Bumba» (con Los Hooligans)                                          | Cavalera                        | 3:59     |  |
| 6.  | «First Commandment» (con Chino Moreno de Deftones)                   | Cavalera,                       | 4:29     |  |
| 7.  | «Bumbklatt»                                                          | Cavalera                        | 3:51     |  |
| 8.  | «Soulfly»                                                            | Cavalera                        | 4:48     |  |
| 9.  | «Umbabarauma» (con Los Hooligans)                                    | Jorge Ben                       | 4:11     |  |
| 10. | «Quilombo» (con Benji Webbe de Skindred & DJ Lethal)                 | Cavalera                        | 3:43     |  |
| 11. | «Fire»                                                               | Cavalera                        | 4:21     |  |
| 12. | «The Song Remains Insane» (con D-Low & Chico Science)                | Cavalera, D-Low, R.D.P. (Gordo) | 3:39     |  |
| 13. | «No» (con Christian Olde Wolbers)                                    | Cavalera                        | 4:00     |  |
| 14. | «Prejudice» (con Benji Webbe)                                        | Cavalera, Webbe                 | 6:52     |  |
| 15. | «Karmageddon»                                                        | Cavalera                        | 5:44     |  |

| Edición limitada |                                                           |          |  |
| N.º              | Título                                                    | Duración |  |
| 16.              | «Cangaceiro»                                              | 2:19     |  |
| 17.              | «Ain't No Feeble Bastard» (Discharge cover)               | 1:39     |  |
| 18.              | «The Possibility of Life's Destruction» (Discharge Cover) | 1:28     |  |

| Roadrunner Records 25th Anniversary edition |             |          |  |
| N.º                                         | Título      | Duración |  |
| 19.                                         | «Blow Away» | 4:07     |  |